# 通钦街道
通钦街道，是中华人民共和国甘肃省甘南藏族自治州合作市下辖的一个乡镇级行政单位。

## 行政区划
通钦街道下辖以下地区：
通钦街社区和舟曲路社区。